# Erebia lioranus
Erebia lioranus är en fjärilsart som beskrevs av De Lesse 1947. Erebia lioranus ingår i släktet Erebia och familjen praktfjärilar. Inga underarter finns listade i Catalogue of Life.